# Велика вежа
«Вели́ка ве́жа» (італ. La grande torre) — картина італійського митця Джорджо де Кіріко. Написана у 1921 році.
Ця картина є повторенням більшої за форматом композиції «Ностальгія за вічністю», що була написана митцем у 1913 році. У ній, як і у багатьох інших своїх роботах, де Кіріко вводить глядача в метафізичний світ образів та символів. На картині зображена висока вежа, що стоїть на великому піщаному бархані, освітленому вечірнім сонцем. За вежею — степовий пейзаж: помаранчево-коричневі бархани, невеликі будинки, схожі на сараї, негуста рослинність. На передньому плані зображено двох людей, маленьких та нікчемних у порівнянні з вежею. Понад усім цим простягається важке та гнітюче небо, колір якого плавно переходить від жовто-зеленого біля обрію до темно-синього над верхівкою вежі. Пейзаж на картині миттєвий, створює відчуття зупиненого часу, що є характерним для робіт метафізиків.